# Comté de Mitchell (Iowa)
Pour les articles homonymes, voir Mitchell et Comté de Mitchell.
Le comté de Mitchell est un comté de l'État de l'Iowa, aux États-Unis.